# 湿球黒球温度
湿球黒球温度（しっきゅうこっきゅうおんど、wet-bulb globe temperature）は、酷暑環境下での行動に伴うリスクの度合を判断するために用いられる指標である。暑さ指数（WBGT）と日本の環境省は称している。
湿球温度 （Tw）、黒球温度 （Tg）、乾球温度 （Td）の値を使って以下の式を用いて計算する。
日射がある場合
{\displaystyle {\mathit {WBGT}}=0.7T_{w}+0.2T_{g}+0.1T_{d}}
日射がない場合（屋内および日照していない場合）
{\displaystyle {\mathit {WBGT}}=0.7T_{w}+0.3T_{g}}
人体の熱収支に影響の大きい湿度、輻射熱、気温を反映している。湿球温度と黒球温度は気流の影響も反映するので、WBGTは気流も反映している。
1954年にアメリカ海兵隊新兵訓練所で熱中症のリスクを事前に判断するために開発された。軍隊のほか、高温となる労働環境や運動環境等での熱中症を予防するために国際的に利用されており、ISO 7243、JIS Z 8504などとして規格化されている。
日本の気象庁と環境省は、2020年から関東甲信地方で、2021年から全国でWBGTが33°C以上になると予報された場合に熱中症警戒アラートを発表しているほか、2024年からは都道府県内すべての観測点でWBGTが35°C以上になると予測された場合に熱中症特別警戒アラートを発表している。

## 歴史

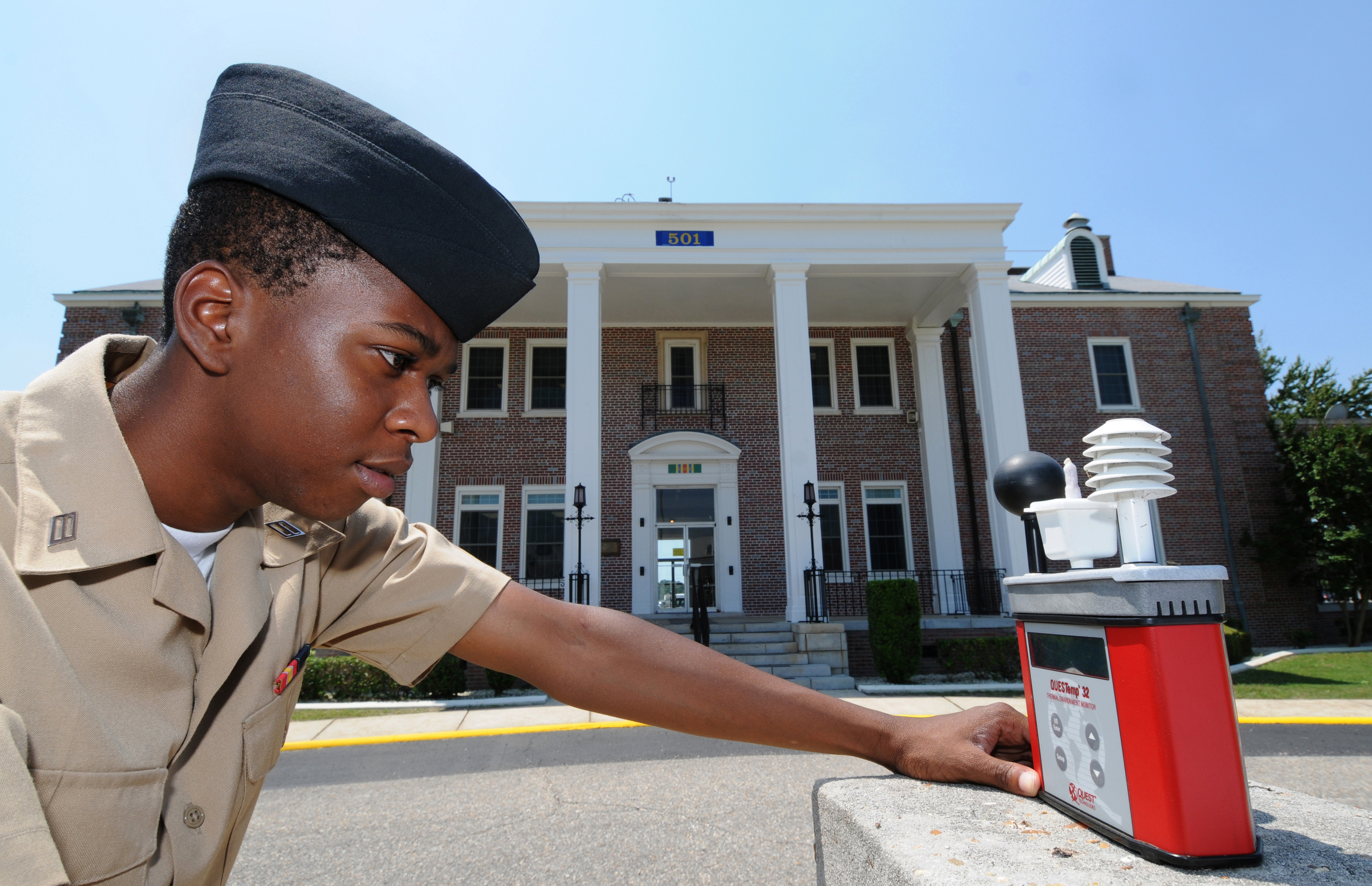
フロリダの訓練施設でWBGTを測定するアメリカ海軍の隊員（暗号通信技術兵）

1954年、アメリカ合衆国サウスカロライナ州パリスアイランドにあるパリス・アイランド訓練所で導入された。サウスカロライナ州は温暖湿潤気候にあるが、パリスアイランドなどの標高の高い地域は大西洋岸よりも温帯の性格が少なく夏は高温多湿となるため訓練中に熱中症となるリスクが高いことから、予防措置としてWBGTを導入した。効果が認められ、アメリカ軍の訓練施設でも導入された。

## 熱中症予防
| WBGT          | 警戒レベル | 注意事項                                                                                       |
| ------------- | ---------- | ---------------------------------------------------------------------------------------------- |
| ≧31.0°C       | 危険       | 高齢者においては安静状態でも発生する危険性が大きい。外出はなるべく避け、涼しい室内に移動する。 |
| 28.0 - 30.9°C | 厳重警戒   | 外出時は炎天下を避け、室内では室温の上昇に注意する。                                           |
| 25.0 - 27.9°C | 警戒       | 運動や激しい作業をする際は定期的に充分に休息を取り入れる。                                     |
| ≦24.9°C       | 注意       | 一般に危険性は少ないが激しい運動や重労働時には発生する危険性がある。                           |

| WBGT          | 気温（参考） | 警戒レベル                    | 熱中症予防運動指針 |
| ------------- | ------------ | ----------------------------- | --- |
| ≧31.0°C       | ≧ 35.0°C     | 運動は原則中止                | 特別の場合以外は運動を中止する。特に子供の場合には中止すべき。 |
| 28.0 - 30.9°C | 31 - 35°C    | 厳重警戒 （激しい運動は中止） | 熱中症の危険性が高いので、激しい運動や持久走など体温が上昇しやすい運動は避ける。10～20分おきに休憩をとり水分・塩分の補給を行う。暑さに弱い人（体力の低い人、肥満の人や暑さに慣れていない人など）は運動を軽減または中止。 |
| 25.0 - 27.9°C | 28 - 31°C    | 警戒 （積極的に休息）         | 熱中症の危険が増すので、積極的に休息をとり適宜、水分・塩分を補給する。激しい運動では、30分おきくらいに休息をとる。 |
| 21.0 - 24.9°C | 24 - 28°C    | 注意 （積極的に水分補給）     | 熱中症による死亡事故が発生する可能性がある。熱中症の兆候に注意するとともに、運動の合間に積極的に水分・塩分を補給する。                                                                                                   |
| ≦20.9°C       | <24°C        | ほぼ安全 （適宜水分補給）     | 通常は熱中症の危険は小さいが、適宜水分・塩分の補給は必要である。市民マラソンなどではこの条件でも熱中症が発生するので注意。                                                                                               |

WBGTが28°Cを超えると熱中症患者発生率が急増する。アメリカスポーツ医学会はWBGTが28°C以上の時は16km（10マイル）以上の長距離走を禁止する指針を1975年に発表した。
ウェザーニューズも基本的に同じ基準に従っているが、熱中症警戒アラートの基準である33°C以上を「非常に危険」と称している。加えて、東京都環境局では、熱中症特別警戒アラートの基準である35°C以上を「災害級の危険」と称している。

## 推定値

### 実況推定値
環境省では2022年6月現在、11の地点では実測値を公表しているが829地点においては次の式による実況推定値を公表している。この推定式は小野らによるものである。
{\displaystyle 0.735\times {\mathit {Ta}}+0.0374\times {\mathit {RH}}+0.00292\times {\mathit {Ta}}\times {\mathit {RH}}+7.619\times {\mathit {SR}}-4.557\times {\mathit {SR}}^{2}-0.0572\times {\mathit {WS}}-4.064}
- Ta：気温（°C）
- RH：相対湿度（％）
- SR：全天日射量（kW/m2）
- WS：平均風速（m/s）

これとは別に今日・明日・明後日の3時間ごとの予測値を気象庁の数値予報データをもとに発表している。

### 室内の推定値

日射や発熱体のない室内における湿球黒球温度（WBGT）の推定表（日本生気象学会 「日常生活における熱中症予防指針 Ver.4」（2022年）より作成）

日本生気象学会では日射や発熱体のない室内において、気温と相対湿度から推定する表も公開している。この表は黒球温度が乾球温度と等しく、温度と湿度が一様で、気流が弱い（風速0.2m/s）室内を想定している。